# Boulevard Beaumarchais
O Boulevard Beaumarchais é uma via localizada no 3.º, no 4.º e no 11.º arrondissements de Paris.

## Localização e acesso
Faz parte da cadeia dos Grands Boulevards composta, de oeste a leste, pelos boulevards de la Madeleine, des Capucines, des Italiens, Montmartre, Poissonnière, Bonne-Nouvelle, Saint-Denis, Saint-Martin, du Temple, des Filles-du-Calvaire e Beaumarchais.
Este boulevard parisiense começa na esquina da Rue de la Bastille com o Boulevard Richard-Lenoir e termina na junção da Rue du Pont-aux-Choux com a Rue Saint-Sébastien. Ele liga a Praça da Bastilha ao Boulevard des Filles-du-Calvaire.
Este local é servido pelas estações de metrô Bastille (1, 5, 8), Chemin Vert (8) e Saint-Sébastien - Froissart (8).

## Origem do nome
Essa via leva o nome de Pierre de Beaumarchais (1732-1799), empresário francês, músico, poeta e dramaturgo, mais conhecido por seu talento como escritor que tinha seu casarão no boulevard. Esta propriedade estendia-se com o seu jardim desde a Praça da Bastilha até a da Rue du Pasteur-Wagner. A abertura do Canal Saint-Martin em 1825 levou à sua destruição.

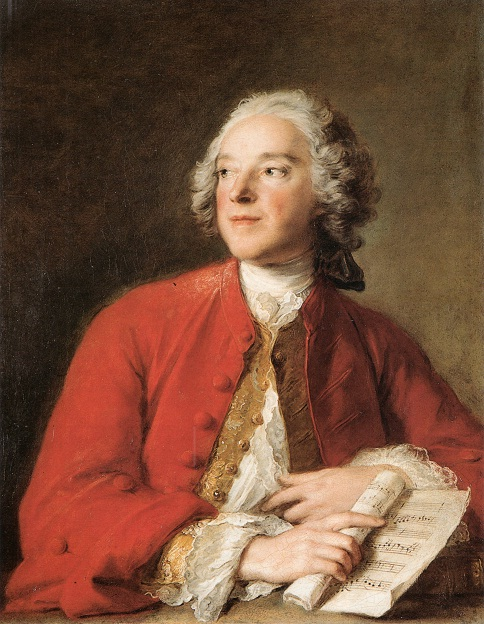
Beaumarchais, de Jean-Marc Nattier.
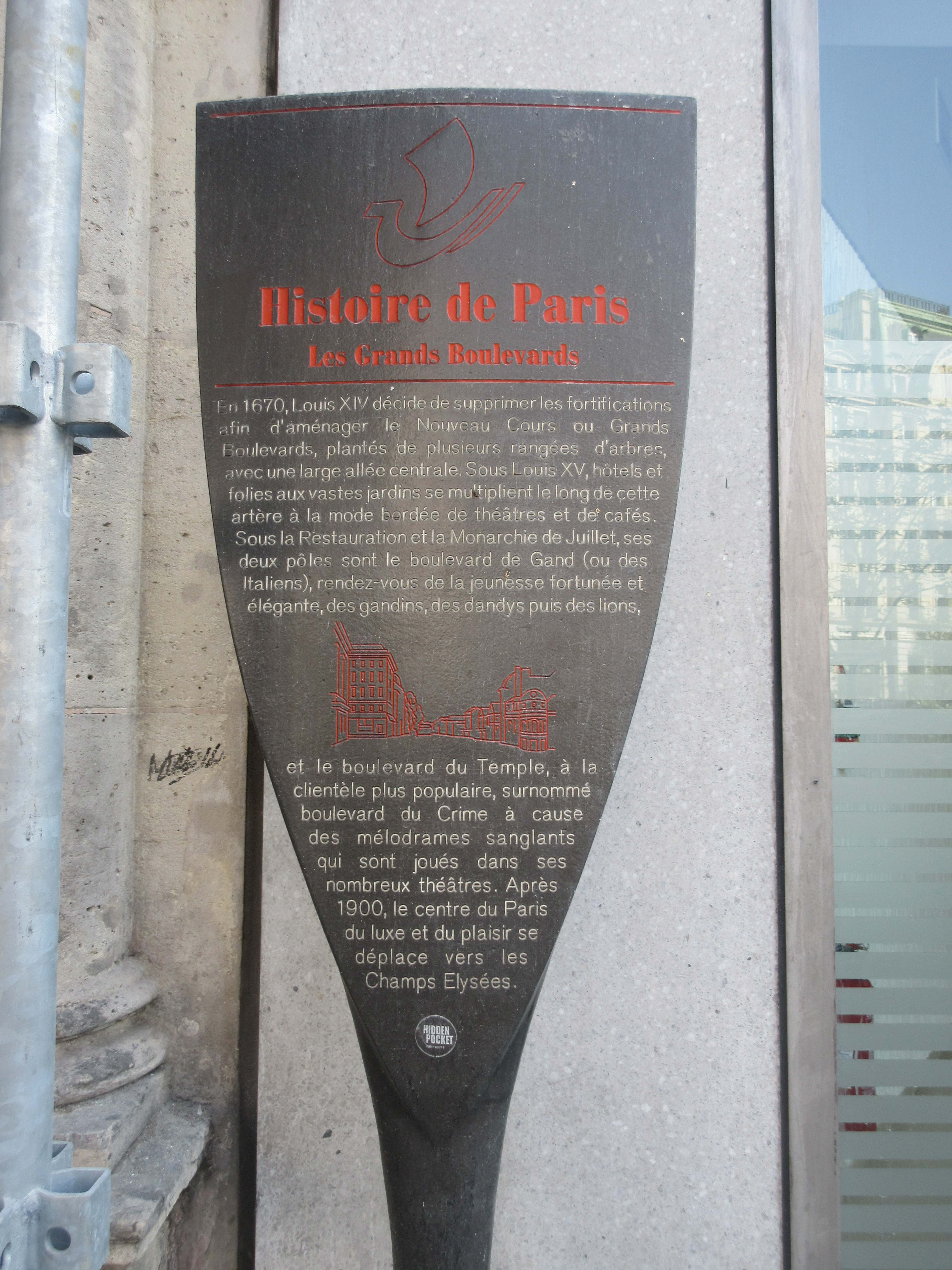
Painel da História de Paris "Grands Boulevards"
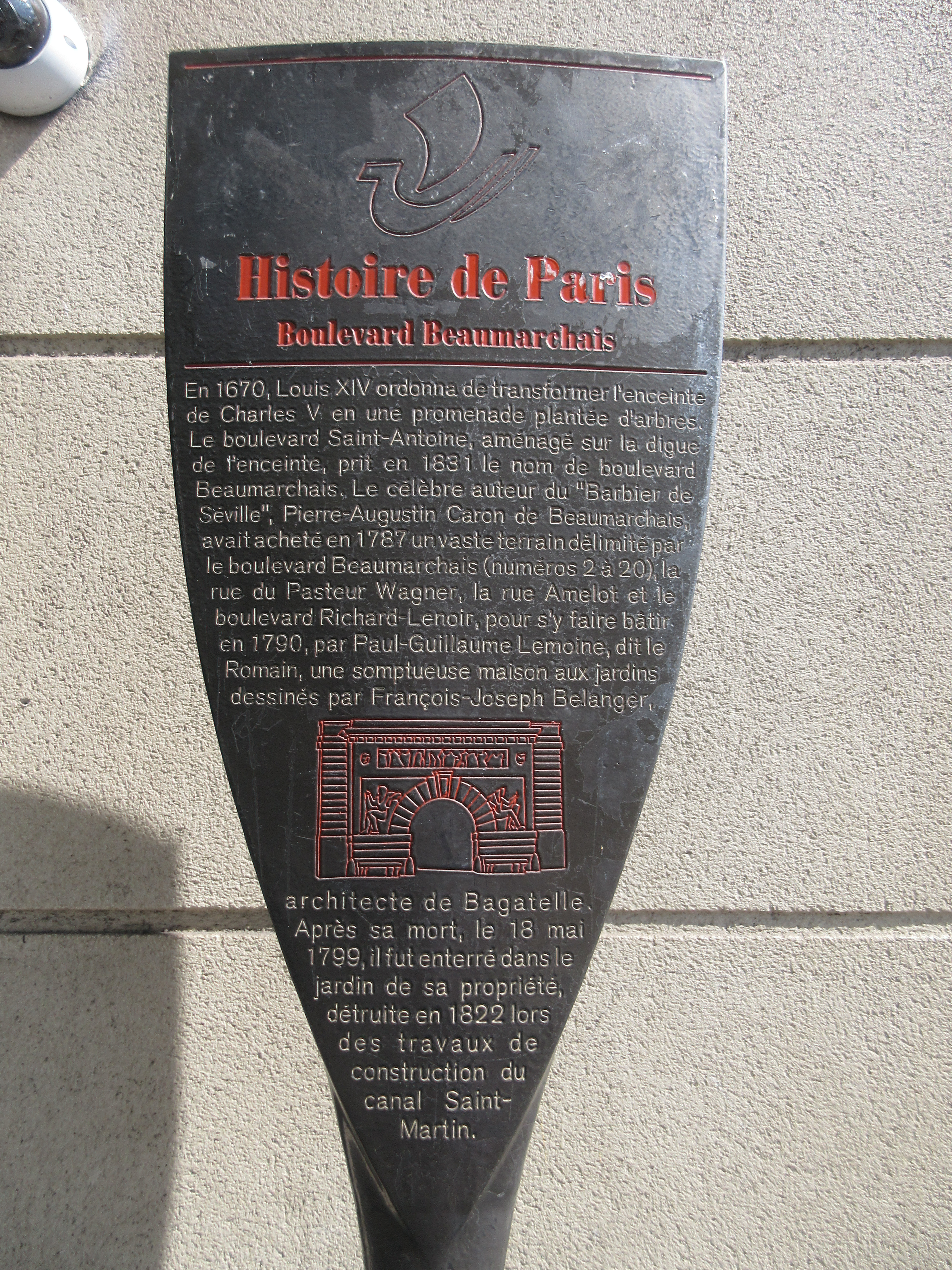
Painel da História de Paris "Boulevard Beaumarchais"

## Histórico
A criação do Boulevard Beaumarchais, como a de todos os Grandes Boulevards segue a abolição por um decreto do Conselho do Rei de 7 de junho de 1670 dos muros de Paris, o Muro de Carlos V a leste, o Muro de Luís XIII a oeste, para o seu desenvolvimento do "Nouveau Cours" ou "Novo Curso", cuja plantação foi concluída por volta de 1705. Esta parte do Curso leva o nome de "Boulevard Saint-Antoine" ou de "Boulevard de la Porte-Saint-Antoine" porque leva ao Faubourg Saint-Antoine. A parte do boulevard entre a Rue Saint-Claude e a Rue Saint-Gilles é estabelecida no antigo Bastião de l'Ardoise, o fosso exterior e o caminho da contraescarpa de que se estendiam para a Rue Saint-Sabin.
Até 1780, o extremo sul do boulevard localizava-se no impasse Jean-Beausire, na orla do Bastião 11 ou Bastião da Porte Saint-Antoine do antigo Muro de Carlos V. Este bastião também chamado de "Grand Boulevard" havia sido um passeio desde que os muros foram removidos em 1670. O acesso à Porte Saint-Antoine era feito por uma rua estreita chamada "Rue du Rempart". Por carta patente de maio de 1777, a cidade de Paris foi autorizada a demolir este bastião e preencher as valas em torno desta fortificação. A rue Saint-Sabin, a rue Daval, a parte da rue Amelot ao sul desta rua e a Cour Damoye foram abertos neste terreno no qual também foi estendido o boulevard Beaumarchais à porta de Saint-Antoine resultando na remoção da rue du Rempart. Uma faixa de terra de 4000 m2 foi vendida pela cidade em 1787 para Caron de Beaumarchais ao longo do boulevard entre a Porte Saint-Antoine e rue Amelot até o nível da Rue du Pas-de-la-Mule na qual foi construída uma mansão e um jardim inglês.
Após a abertura do Canal Saint-Martin em 1825, que levou à destruição do Hôtel de Beaumarchais, o longo jardim desta propriedade foi substituído por um celeiro de sal até a Rue Daval (seção rebatizada de Rue du Pasteur-Wagner).
A norte do baluarte que foi suprimido por volta de 1780, o boulevard era limitado exteriormente pela velha vala da muralha por onde corria um esgoto.
Em maio de 1777, o rei ordenou, por cartas-patentes, que "as valas da cidade em toda a sua extensão, desde a Ponte Saint-Antoine (perto da Bastilha) até o Grande Esgoto (aproximadamente no local da rue du Faubourg-du-Temple), seria preenchido com entulho e depósitos de lixo, até a altura do Chemin de la Contrescarpe, e seis pés ou aproximadamente abaixo do solo da muralha."
A fossa preenchida da rue Daval (seção rebatizada de rue du Docteur Wagner) para a rue Saint-Sébastien (e além) é substituída por uma viela lateral reforçada por um muro de contenção e por uma rua aberta para o antigo caminho de escarpa da atual rue Amelot.
Esta rua foi construída apenas no lado exterior (números ímpares), ficando o espaço entre o boulevard e este lado restante sem edifícios. Escadas na extremidade do muro de contenção davam acesso ao corredor lateral.
Um decreto real de 8 de junho de 1834 determinou um alinhamento para o Boulevard de Beaumarchais.
Um decreto real de 19 de fevereiro de 1846 porta:
- Artigo 1. Os cruzamentos dos boulevards de Beaumarchais e des Filles-du-Calvaire são e permanecem afastados depois da Rue Daval para a Rue de Ménilmontant. Os alinhamentos desta parte dos boulevards e dos trechos de ruas transversais existentes ou futuras, e que são indicados pelas letras A, B, C, D, E, F, G, H, I, na planta em anexo, são parados de acordo com o traçado das linhas vermelhas no referido plano.
- Artigo 2. A Cidade de Paris fica autorizada a alienar, com publicidade e concorrência, os terrenos das vias de circulação suprimidas, tudo segundo o modo de repartição do plano e os encargos, cláusulas e condições expressos nas deliberações da Câmara Municipal de 13 de agosto de 1842, 24 de março e 12 de abril de 1844.

Os edifícios do lado plano, incluindo aqueles entre a Place de la Bastille e a Rue du Docteur Wagner, construídos no terreno do celeiro de sal removido alguns anos antes, datam, com raras exceções, da década de 1840 até cerca de 1850. o venda dessas terras pela prefeitura. Esta fileira de edifícios que se estende da Place de la Bastille à Rue Oberkampf (incluindo o Boulevard des Filles-du-Calvaire) em uma largura de 15 metros, incluindo os da rue Amelot, é muito homogênea. As fachadas não são estritamente idênticas, mas a arquitetura é ornamentada da década de 1840, anterior à arquitetura haussmanniana mais sóbria das décadas de 1850 e 1860. Os edifícios do bulevar pendem em cerca de um andar aqueles contíguos à rue Amelot estabelecidos na antiga vala aterrada em 1777 "mais ou menos seis pés abaixo do solo da muralha", daí as escadas da Rue Scarron, Rue Marcel-Gromaire e Rue Clotilde-de-Vaux.
A arquitetura ímpar é menos homogênea porque os edifícios construídos em terrenos originalmente jardins de mansões ou servindo como armazéns nas traseiras de propriedades cuja entrada principal dava para ruas paralelas (como estão representadas no Plano de Turgot de 1734) são das mais variadas períodos, do final do século XVIII ao início do século XX.

## Edifícios notáveis e lugares de memória
- No nº 1 se encontra atualmente um edifício de estilo 1880 que foi construído sobre as ruínas de um edifício que foi completamente incendiado em maio de 1871 durante a Comuna de Paris. Localização, do final da década de 1870 até cerca de 1900, do estúdio do fotógrafo Charles Gallot, também conhecido como "Charles"[3]
- O hôtel particulier de Pierre-Augustin Caron de Beaumarchais à quem é dedicado o boulevard se situava no nº 2 na esquina do Boulevard Richard-Lenoir e na entrada da Place de la Bastille para o túnel do Canal Saint-Martin. O hôtel foi destruído em 1825, quando o canal foi inaugurado. Um celeiro de sal é então instalado em seu jardim que se estendia entre o Boulevard Beaumarchais e a rue Amelot, na esquina com o Boulevard Richard-Lenoir até o nº 22. Este sótão foi removido por volta de 1840 e o terreno vendido pela prefeitura. Edifícios construídos na década de 1840 estão neste local[4].
- No nº 2 é uma edícula Guimard que dá acesso à estação de metrô Bastille, que se encontrava antes a rue de Lyon, e que foi transferida durante a construção da Ópera da Bastilha. Ele foi classificado desde 1978 nos monumentos históricos[5].
- No nº 3 ficava no primeiro andar do restaurante Aux Quatre Sergents de la Rochelle. Se entra pelo andar térreo, café onde no meio havia um bilhar.
- No nº 4 é o cinema MK2 Bastille. O prédio foi filmado em 1960, no filme Les Bonnes Femmes, de Claude Chabrol.
- No nº 10 era uma sala de espetáculos e um salão de baile. Este estabelecimento foi comprado por Ernest Pacra (1852-1925) e em 1925 sua viúva rebatizou o lugar "Concert Pacra". O prédio foi demolido para a construção de habitações em 1972.
- Beaumarchais morreu em 18 de maio de 1799 no nº 20 (Ver NOS TRESORS CACHES).
- O nº 23 abriga o Hôtel de Sagonne (ou "Hôtel Mansart") com o seu jardim.
- No nº 25 se encontra o Teatro Beaumarchais.
- No nº 28 se encontra a Boulangerie-pâtisserie Beaumarchais classificada nos monumentos históricos[6].

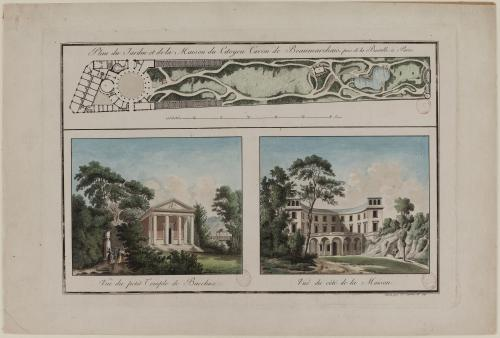
O antigo Hôtel Caron de Beaumarchais: vistas e planta do jardim.
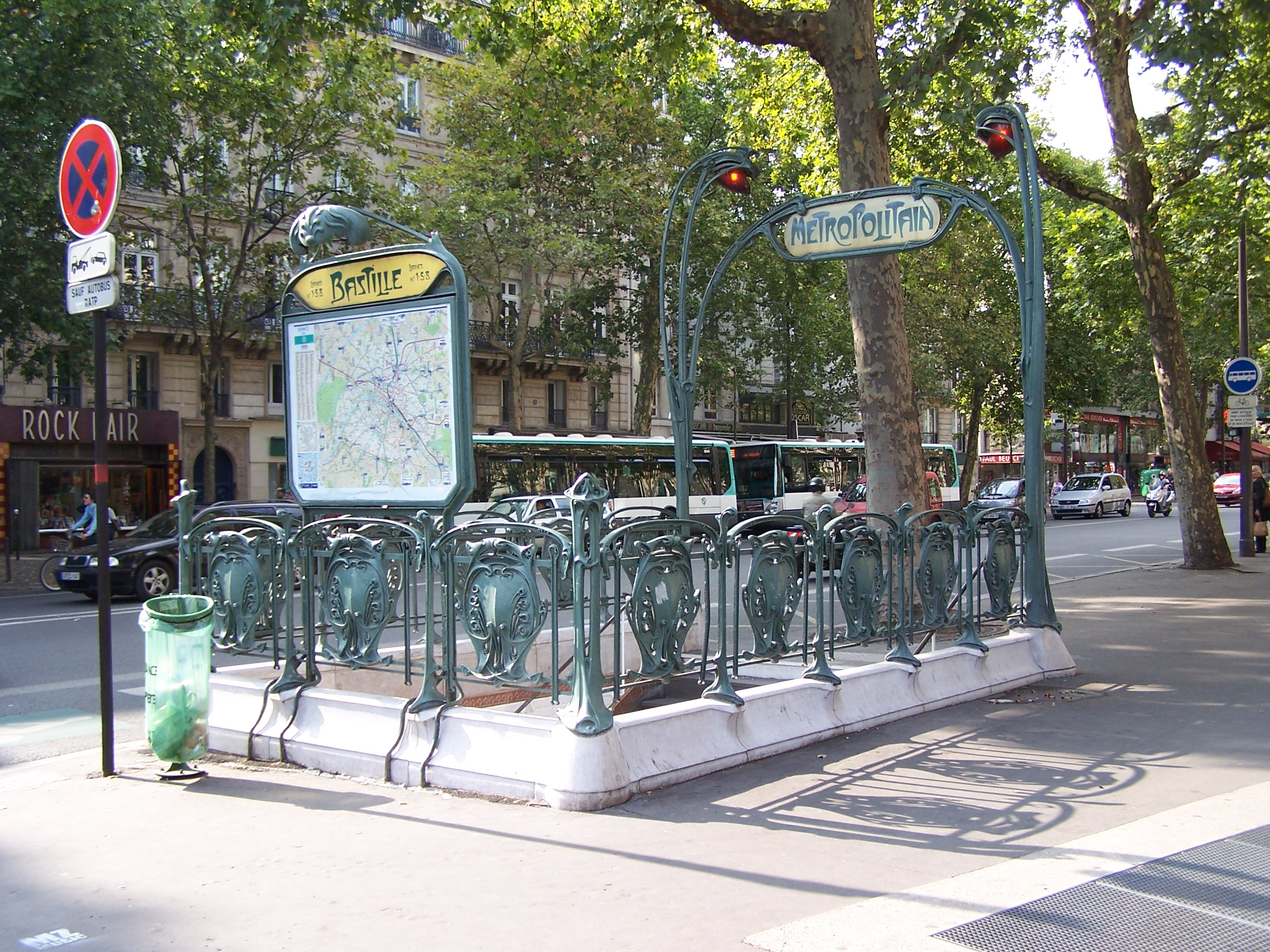
A entrada da Bastilha.
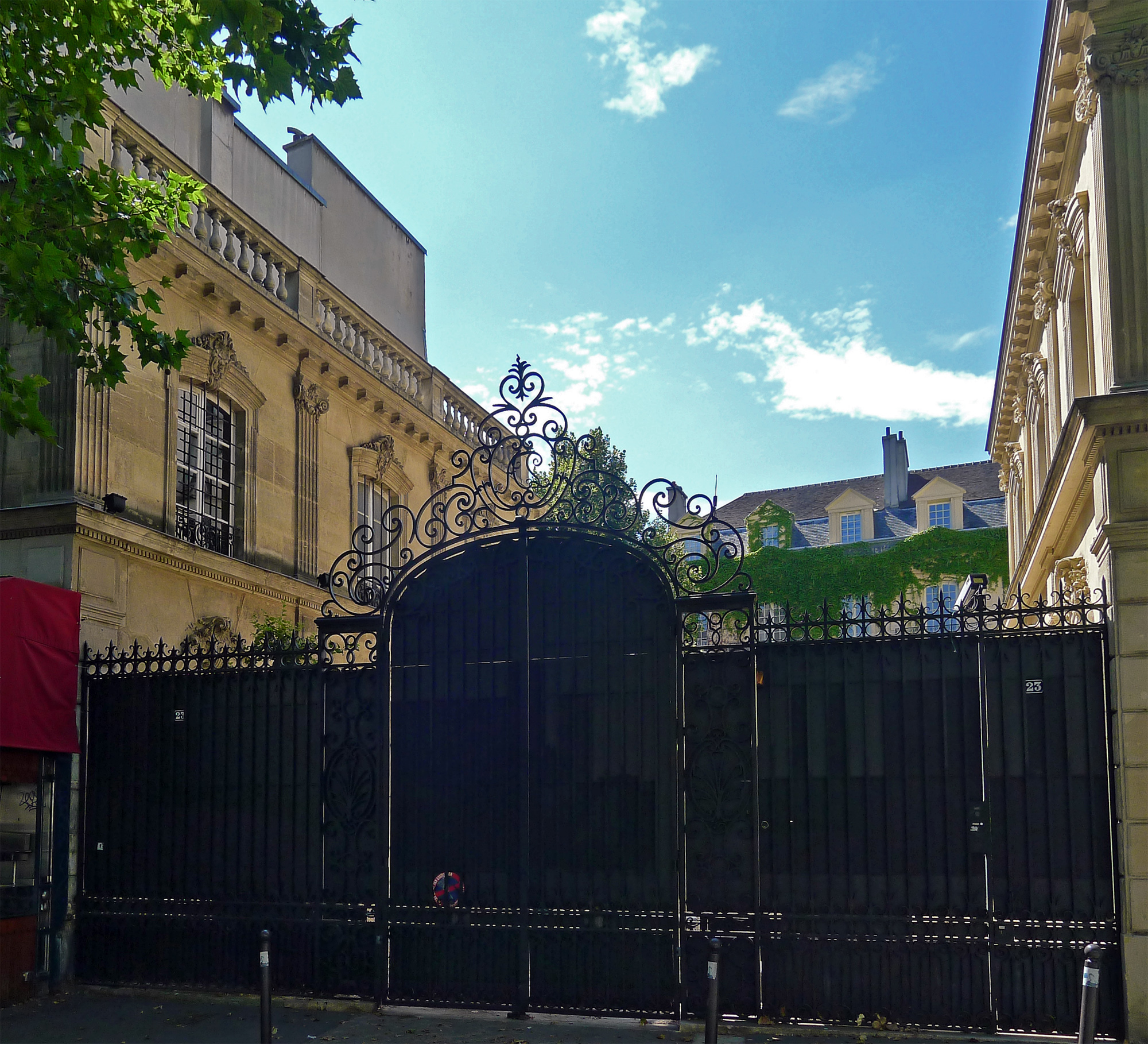
Nº 23: Hôtel de Sagonne.
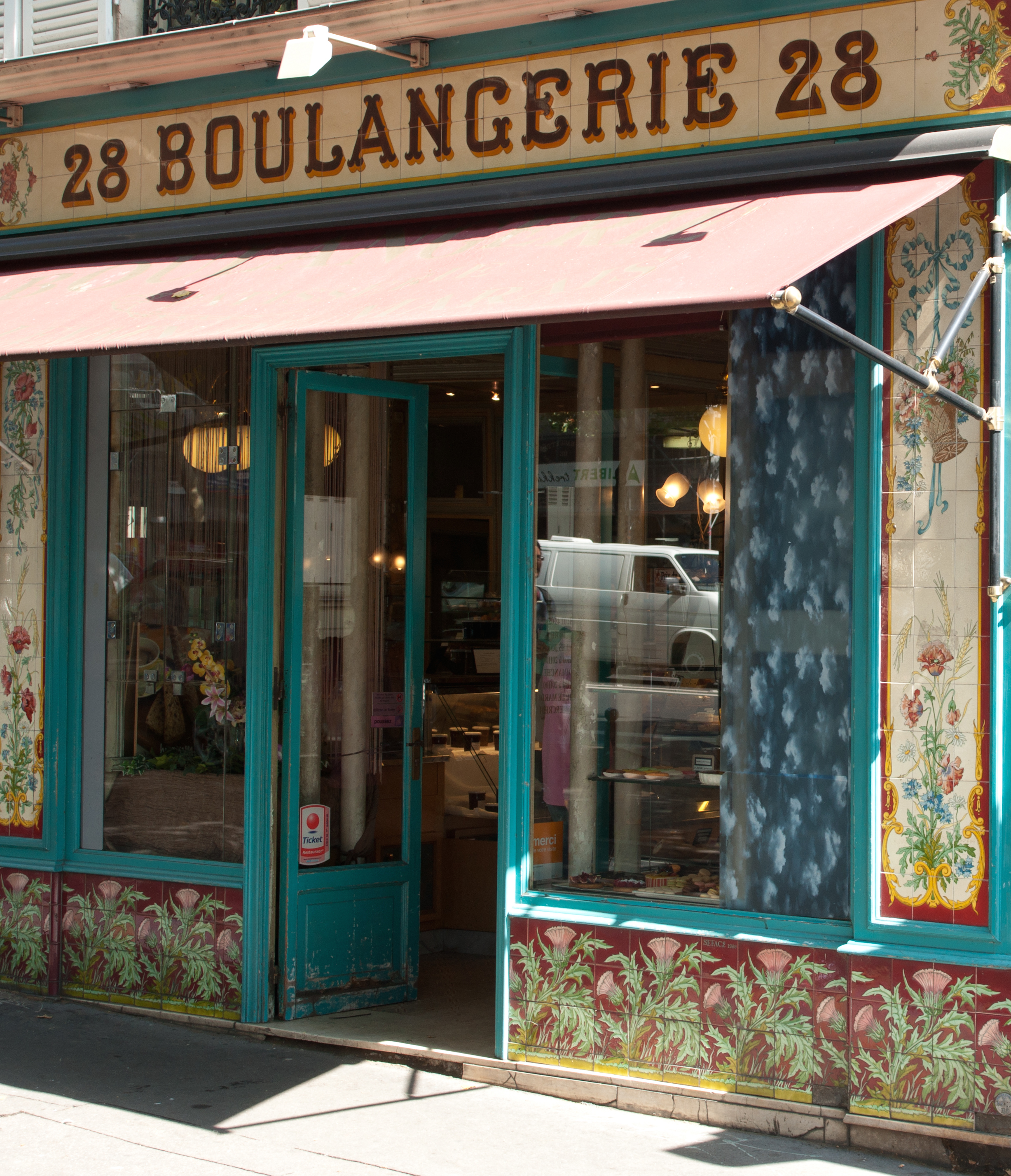
Nº 28: Boulangerie-Pâtisserie Beaumarchais.

- No nº 72: as heroínas do filme Les Bonnes Femmes, de Claude Chabrol, lançado em 1960, trabalham em uma loja de eletrodomésticos situada no 72, boulevard Beaumarchais, a "Maison Belin, anteriormente Vainqueur" Elas almoçam não muito longe dali, em um restaurante localizado no boulevard Beaumarchais, nº 4, no local atual do cinema MK2 Bastille. Ginette (Stéphane Audran), canta à noite se escondendo dos colegas no Concert Pacra, 10, Boulevard Beaumarchais (ainda na mesma calçada).
- No nº 91: presença de um jardim suspenso.
- Jean-François Heidenreich viveu no nº 96
- No nº 99, e 1, Rue Saint-Claude: Hotel Cagliostro.

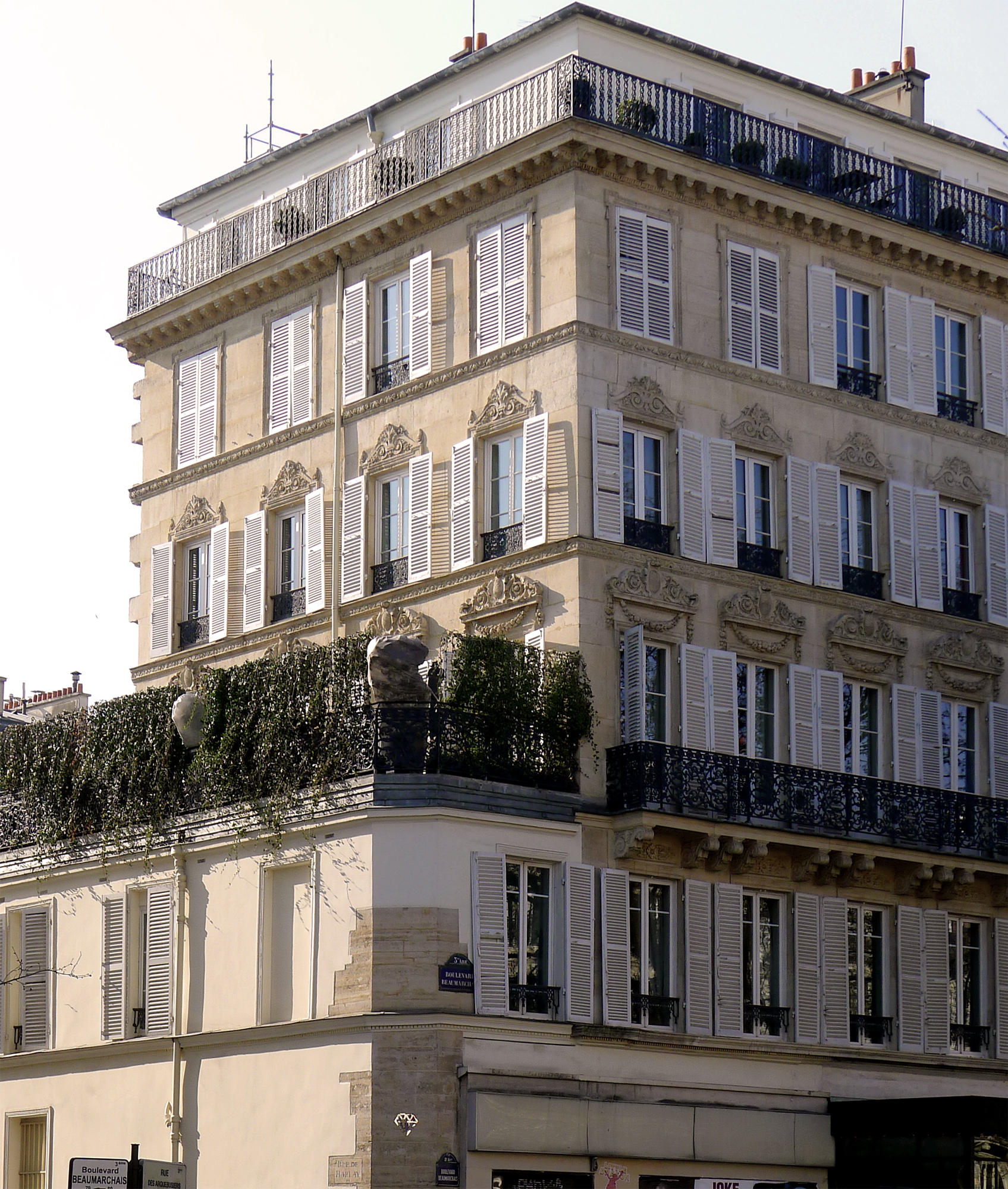
Jardim suspenso nº 91
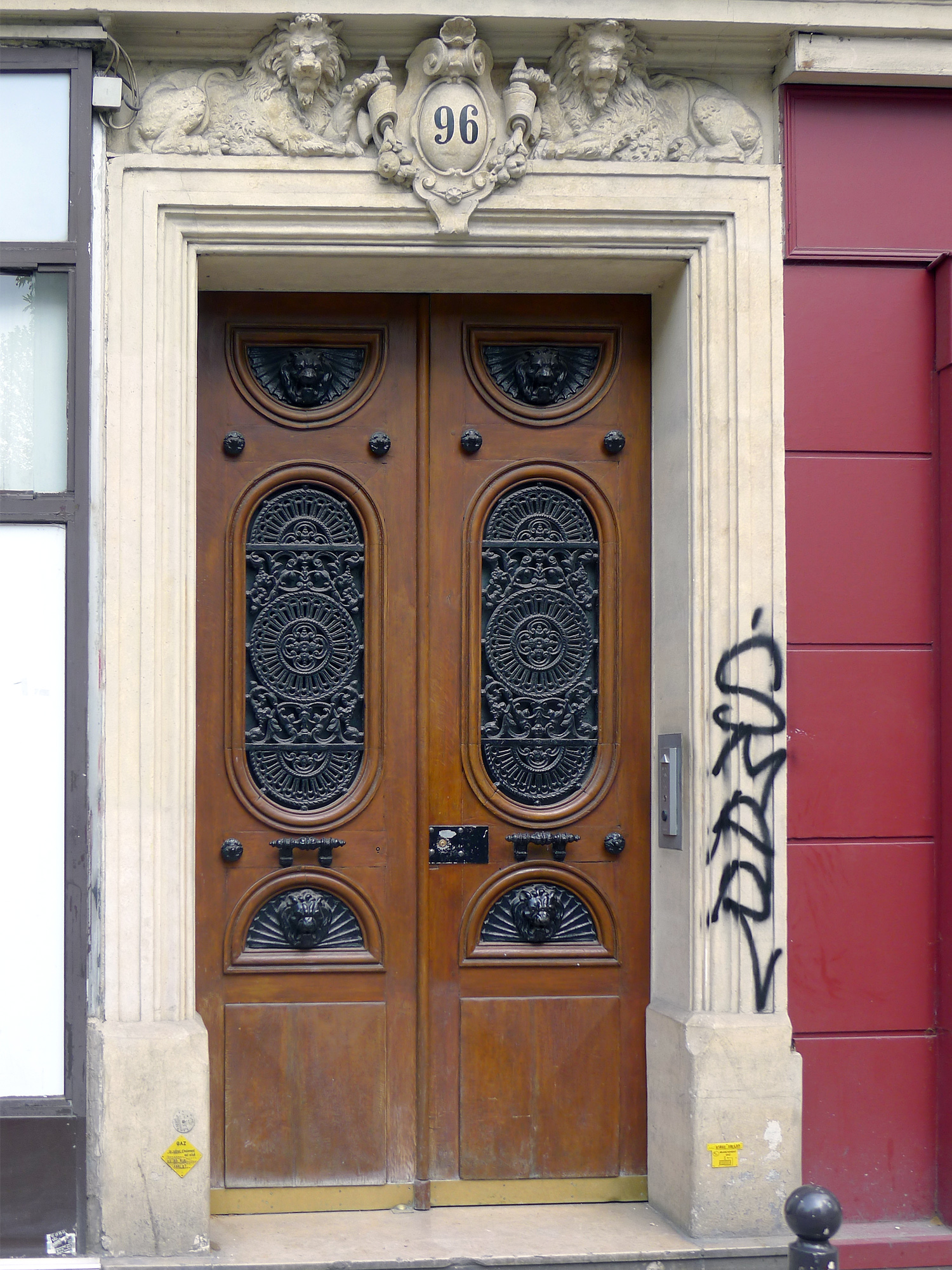
Porta com leões do nº 96
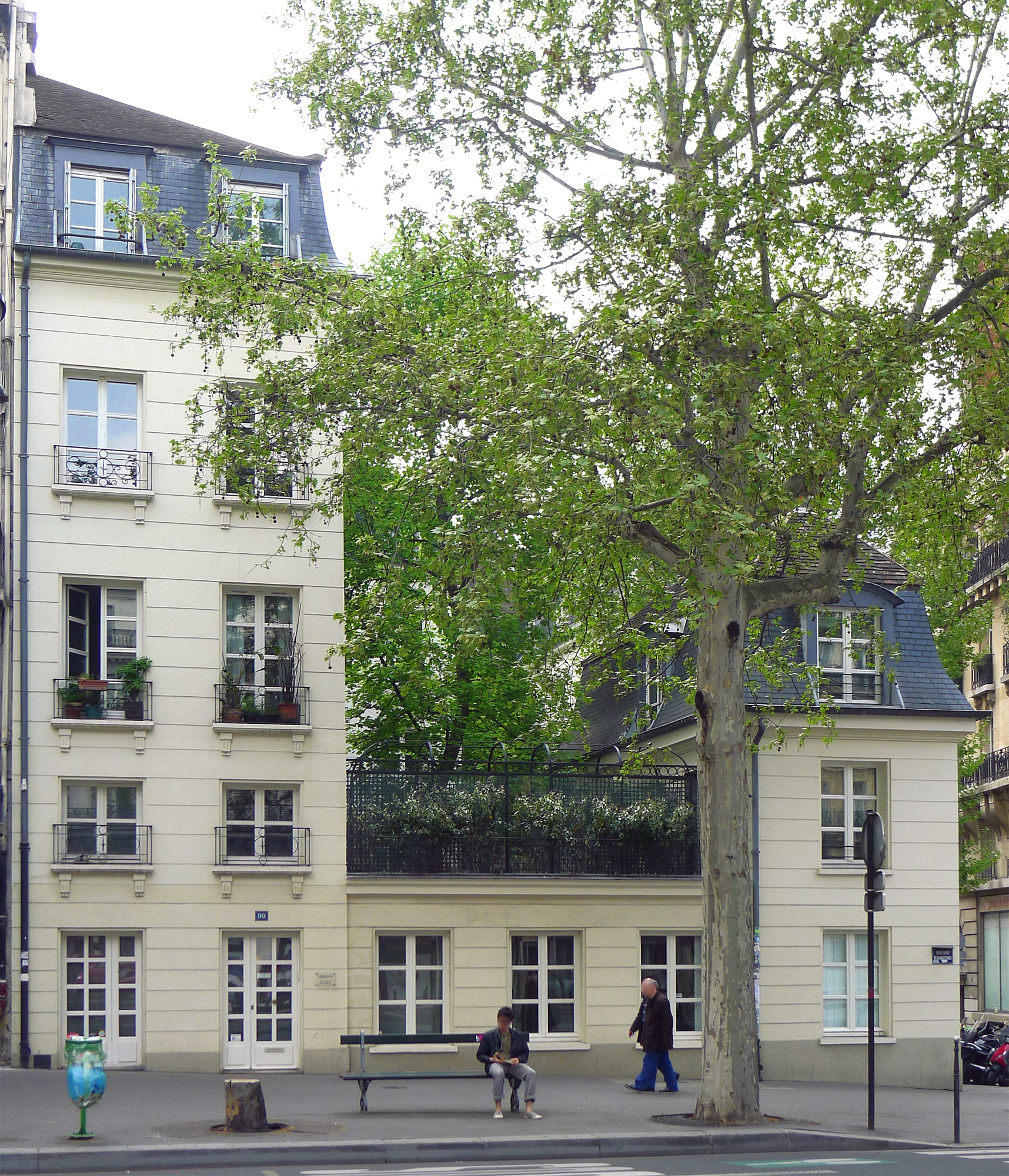
Hotel Cagliostro no nº 99

- No nº 109, portão abrindo para um beco em "T".

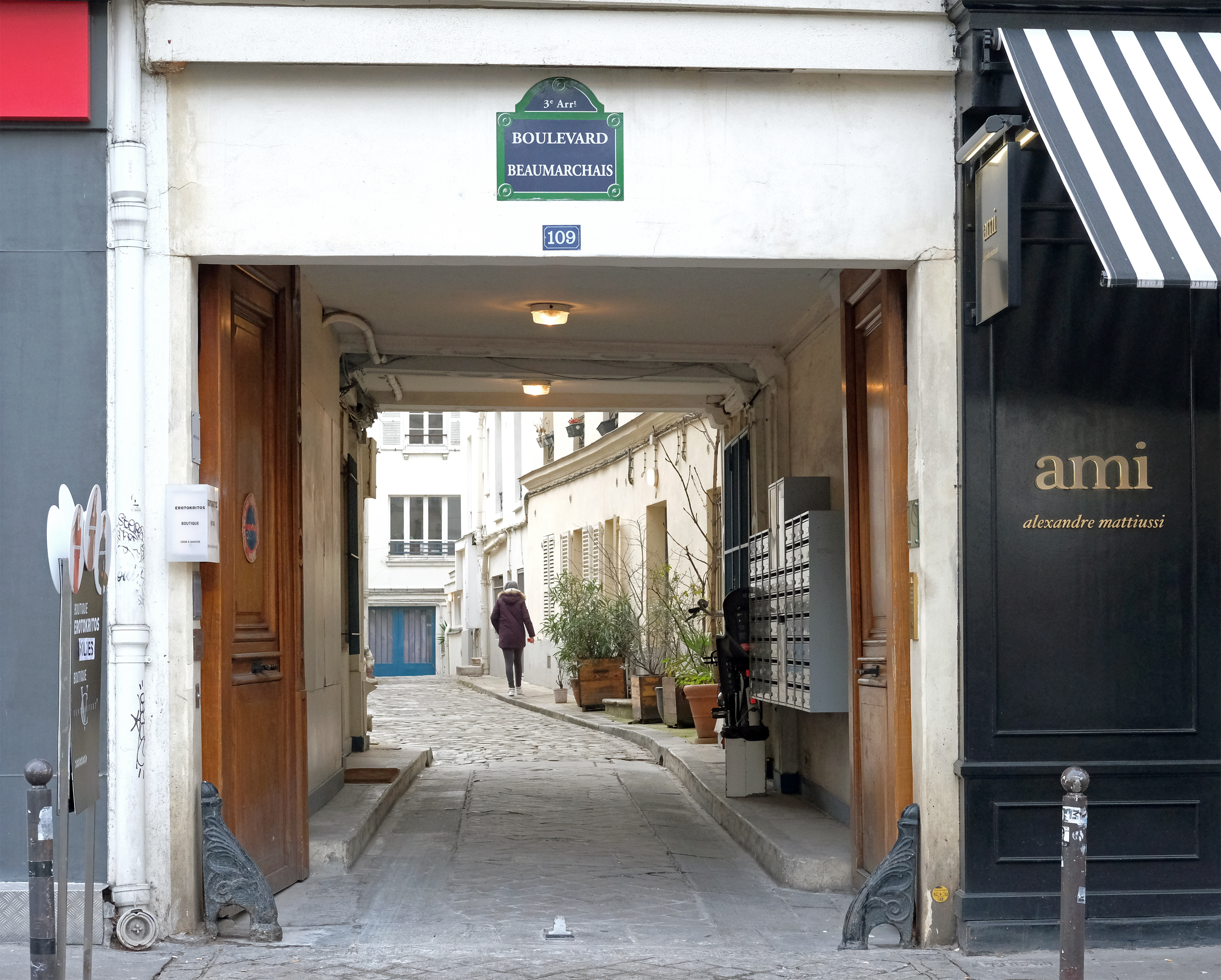
Entrada.
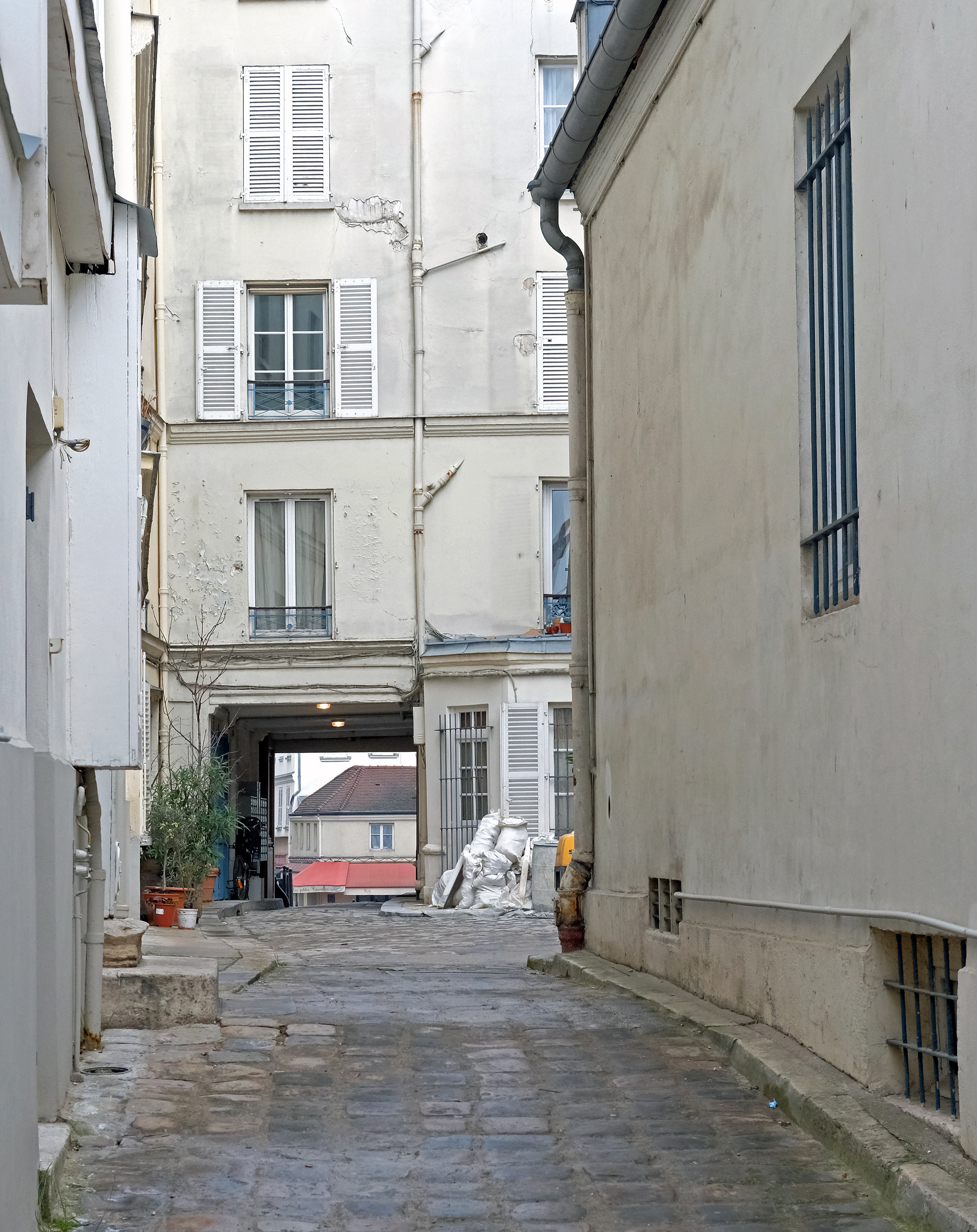
Beco interno.

- No nº 113 e 1, rue du Pont-aux-Choux: edifício inscrito desde 1925 nos monumentos históricos[7].

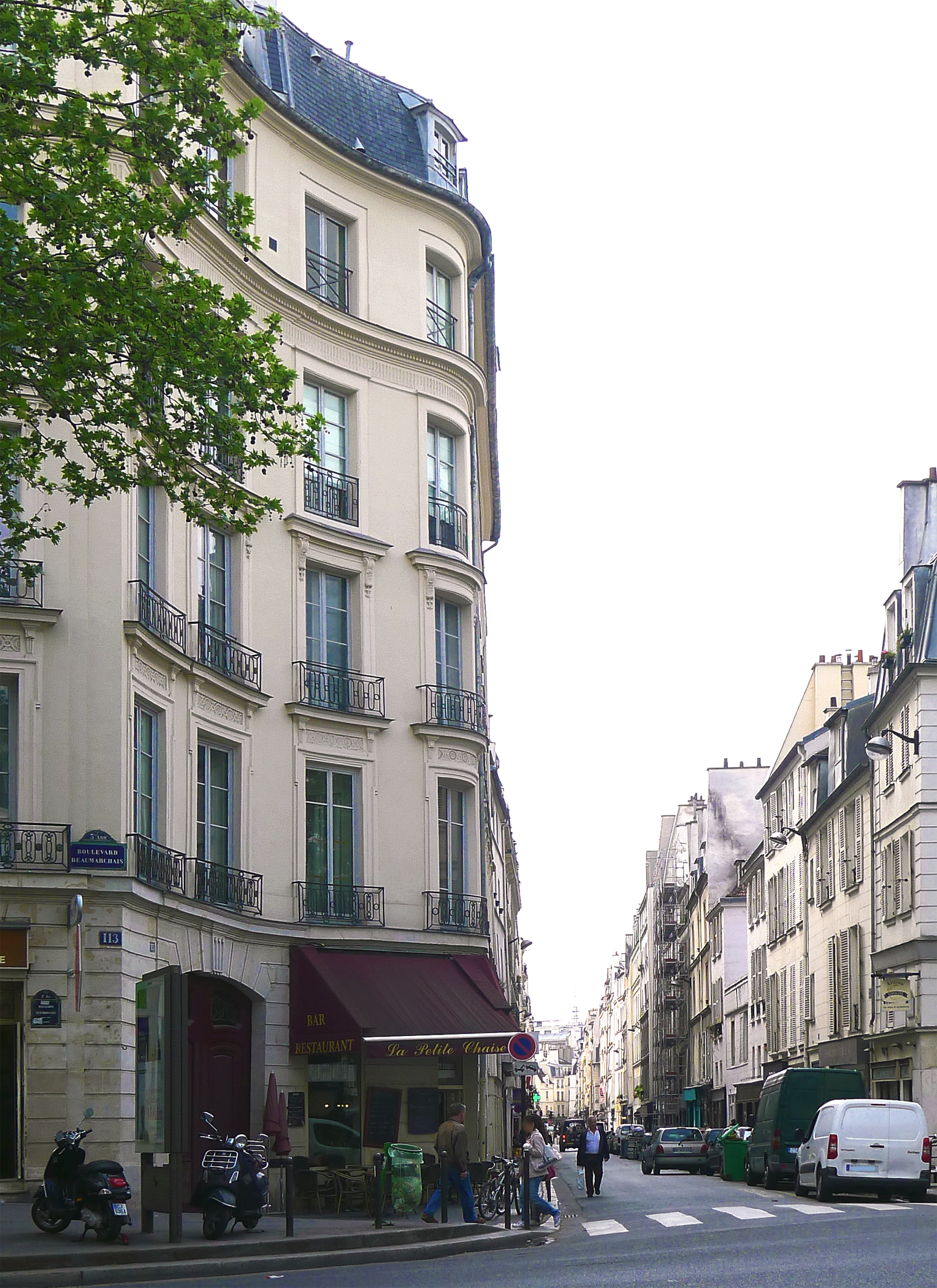
Nº 113: edifício inscrito nos M.H.

- No nº 176, no início da Revolução Francesa, Antoine Joseph Santerre dirigia aí uma cervejaria.